# Paulo Bernard Guedes
Paulo Bénard Guedes (Lisboa, 5 de octubre de 1892 - Benguela, 11 de septiembre de 1960) fue el 127 Gobernador General de la India Portuguesa.
Paulo Bénard Guedes nació en Lisboa en 1892. Comenzó su carrera militar temprano, habiéndose especializado en el Arma de Infantería en 1913, tuvo también el curso de la Escuela Colonial (ahora Instituto de Ciencias Políticas y Sociales).
Sirvió en Mozambique durante la Primera Guerra Mundial, y entró en la Guardia Nacional a su regreso a Portugal. También sirve en la Oficina  Diplomática.
Durante la Segunda Guerra Mundial, Benard Guedes asumió el gobierno de la India. A principios de los años 50, pasa a través de varios mandos militares, y entre 1952 y 1958,  asume
el cargo de gobernador general de la India. Fue lugarteniente de Duarte Nuno de Bragança.
General Paulo Bénard Guedes, fue galardonado con el cuerpo de Gran Oficial de la Orden del Imperio, con la Orden de Avis, la de Gregorio Magno de la Santa Sede, del Mérito Civil de España, la medalla de oro Fourragère de valor militar, y las medallas de la expedición a Mozambique, la Victoria (con la estrella de plata) y la conducta ejemplar de plata.
Paulo Bénard Guedes murió en Angola en la ciudad de Benguela, en el año 1960.
| Predecesor: Fernando Quintanilha e Mendonça Dias | Gobernador General de la India portuguesa 1952-58 | Sucesor: Manuel António Vassalo e Silva |

- Datos: Q7155177